# قطعنامه ۱۰۰۳ شورای امنیت
قطعنامه ۱۰۰۳ شورای امنیت سازمان ملل متحد که در تاریخ ۰۵ ژوئیه ۱۹۹۵ تصویب شد، سندی بین‌المللی دربارهٔ یوگسلاوی سابق است. این قطعنامه طی نشست ۳۵۵۱ام با ۱۴ رای موافق، ۰ مخالف و ۱ ممتنع تصویب شد.